# Tschechische Badmintonmeisterschaft
Tschechische Meisterschaften im Badminton werden seit 1993 in den Disziplinen Damendoppel, Herrendoppel, Dameneinzel, Herreneinzel und Mixed ausgespielt. Zusätzlich gibt es mehrere nationale Ligen, in der höchsten von ihnen wird der Mannschaftsmeister ermittelt. Ebenfalls seit 1993 werden Juniorenmeisterschaften ausgetragen.

## Die Meister
| Saison | Herreneinzel   | Dameneinzel                      | Herrendoppel                        | Damendoppel                          | Mixed                              |
| ------ | -------------- | -------------------------------- | ----------------------------------- | ------------------------------------ | ---------------------------------- |
| 1993   | Tomasz Mendrek | Eva Lacinová                     | Petr Janda Daniel Gaspar            | Eva Lacinová Jitka Lacinová          | Daniel Gaspar Jitka Lacinová       |
| 1994   | Tomasz Mendrek | Jitka Lacinová                   | Tomasz Mendrek Richard Hobzik       | Eva Lacinová Jitka Lacinová          | Daniel Gaspar Jitka Lacinová       |
| 1995   | Tomasz Mendrek | Markéta Koudelková               | Tomasz Mendrek Ondřej Lubas         | Eva Lacinová Jitka Lacinová          | Michal Koudelka Markéta Koudelková |
| 1996   | Tomasz Mendrek | Markéta Koudelková               | Petr Janda Daniel Gaspar            | Jarka Nováková Jitka Lacinová        | Daniel Gaspar Jitka Lacinová       |
| 1997   | Tomasz Mendrek | Markéta Koudelková               | Tomasz Mendrek Petr Báša            | Markéta Koudelková Ludmila Bášová    | Jan Jurka Dana Kykalová            |
| 1998   | Jan Fröhlich   | Markéta Koudelková               | Zdeněk Musil Petr Báša              | Markéta Koudelková Ludmila Bášová    | Daniel Gaspar Jana Daňhelková      |
| 1999   | Jan Fröhlich   | Markéta Koudelková               | Zdeněk Musil Petr Báša              | Markéta Koudelková Ludmila Bášová    | Michal Koudelka Markéta Koudelková |
| 2000   | Jan Fröhlich   | Markéta Koudelková               | Jan Fröhlich Petr Martinec          | Markéta Koudelková Ludmila Bášová    | Pavel Kubiš Eva Melounová          |
| 2001   | Jan Fröhlich   | Markéta Koudelková               | Jan Fröhlich Petr Martinec          | Eva Brožová Hana Milisová            | Martin Herout Eva Brožová          |
| 2002   | Jan Fröhlich   | Martina Benešová                 | René Neděla Jiří Skočdopole         | Ivana Vilimková Hana Procházková     | Martin Herout Eva Brožová          |
| 2003   | Jan Fröhlich   | Markéta Koudelková               | Jiří Provazník Adam Hobzik          | Eva Brožová Hana Milisová            | Petr Koukal Markéta Koudelková     |
| 2004   | Jan Fröhlich   | Markéta Koudelková               | Filip Stádník Michal Svoboda        | Markéta Koudelková Kristína Ludíková | Jiří Skočdopole Hana Procházková   |
| 2005   | Jan Fröhlich   | Hana Procházková                 | Jan Fröhlich Jan Vondra             | Eva Brožová Hana Milisová            | Martin Herout Eva Brožová          |
| 2006   | Jan Fröhlich   | Eva Brožová                      | Stanislav Kohoutek Pavel Florián    | Eva Brožová Hana Milisová            | Martin Herout Eva Brožová          |
| 2007   | Petr Koukal    | Eva Titěrová                     | Stanislav Kohoutek Pavel Florián    | Eva Titěrová Hana Milisová           | Martin Herout Eva Titěrová         |
| 2008   | Petr Koukal    | Kristína Ludíková                | Stanislav Kohoutek Pavel Florián    | Hana Procházková Kristína Ludíková   | Pavel Florián Martina Benešová     |
| 2009   | Petr Koukal    | Martina Benešová                 | Jakub Bitman Pavel Drančák          | Eva Titěrová Hana Milisová           | Pavel Florián Martina Benešová     |
| 2010   | Petr Koukal    | Kristína Ludíková                | Jakub Bitman Pavel Drančák          | Hana Kollarová Martina Benešová      | Jakub Bitman Alžběta Bášová        |
| 2011   | Petr Koukal    | Kristína Ludíková                | Jakub Bitman Pavel Drančák          | Kristína Ludíková Markéta Mouritsen  | Jakub Bitman Alžběta Bášová        |
| 2012   | Jan Fröhlich   | Kristína Gavnholt                | Josef Rubáš Jaroslav Sobota         | Šárka Křížková Kateřina Tomalová     | Jakub Bitman Alžběta Bášová        |
| 2013   | Petr Koukal    | Kristína Gavnholt                | Josef Rubáš Jaroslav Sobota         | Hana Milisová Lucie Černá            | Jakub Bitman Alžběta Bášová        |
| 2014   | Petr Koukal    | Kristína Gavnholt                | Pavel Florián Ondřej Kopřiva        | Lucie Černá Hana Milisová            | Jakub Bitman Alžběta Bášová        |
| 2015   | Petr Koukal    | Kristína Gavnholt                | Stanislav Kohoutek Michal Světnička | Lucie Černá Hana Milisová            | Jakub Bitman Alžběta Bášová        |
| 2016   | Petr Koukal    | Kristína Gavnholt                | Pavel Drančák Jakub Bitman          | Michaela Fuchsová Alžběta Bášová     | Jakub Bitman Alžběta Bášová        |
| 2017   | Milan Ludík    | Tereza Švábíková                 | Jaromír Janáček Petr Beran          | Michaela Fuchsová Alžběta Bášová     | Jakub Bitman Alžběta Bášová        |
| 2018   | Jan Louda      | Tereza Švábíková                 | Pavel Drančák Jakub Bitman          | Michaela Fuchsová Alžběta Bášová     | Jakub Bitman Alžběta Bášová        |
| 2019   | Adam Mendrek   | Tereza Švábíková                 | Jaromír Janáček Tomáš Švejda        | Michaela Fuchsová Alžběta Bášová     | Jakub Bitman Alžběta Bášová        |
| 2020   | Jan Louda      | Tereza Švábíková                 | Jaromír Janáček Tomáš Švejda        | Michaela Fuchsová Alžběta Bášová     | Jakub Bitman Alžběta Bášová        |
| 2021   | Jan Louda      | Tereza Švábíková                 | Ondřej Král Adam Mendrek            | Lucie Krpatová Kateřina Zuzáková     | Jan Hubáček Michaela Fuchsová      |
| 2022   | Jan Louda      | Tereza Švábíková                 | Ondřej Král Adam Mendrek            | Lucie Krpatová Kateřina Zuzáková     | Vít Kulíšek Denisa Šikalová        |
| 2023   | Jiří Král      | Tereza Švábíková                 | Ondřej Král Adam Mendrek            | Lucie Krulová Petra Maixnerová       | Vojtěch Šelong Tereza Švábíková    |
| 2024   | Jiří Král      | Sharleen Tallulah van Coppenolle | Tadeáš Brázda Jan Janoštík          | Lucie Krpatová Kateřina Valentová    | Jiří Král Lucie Krpatová           |
| 2025   | Jan Louda      | Petra Maixnerová                 | Tadeáš Brázda Jan Janoštík          | Soňa Hořínková Kateřina Zuzáková     | Adam Šulc Klára Šilhavá            |